# Amberg, Unterallgäu
Amberg là một đô thị trong huyện Unterallgäu bang Bayern, Đức.